# Émile Hamilius
Pour les articles homonymes, voir Hamilius.
Émile Hamilius, né le 16 mai 1897 à Esch-sur-Alzette et mort le 7 mars 1971 à Luxembourg, est un footballeur et homme politique luxembourgeois, bourgmestre de la Ville de Luxembourg de 1946 à 1963.

## Biographie

### Carrière footballistique
En tant que milieu de terrain, Émile Hamilius est international luxembourgeois à deux reprises en 1920 et 1924. Il participe aux jeux olympiques de 1920, comme titulaire contre les Pays-Bas, mais le Luxembourg est éliminé au premier tour. Il joue dans le club de CS Fola.
Il est président de la Fédération luxembourgeoise de football entre 1950 et 1961.

### Carrière militaire
Hamilius sera major d’Infanterie de l’Armée luxembourgeoise, grand officier de l’ordre du Mérite d’Adolphe de Nassau et de l’ordre de la Couronne de chêne mais aussi commandeur de la Légion d’honneur (France) et grand officier de l’ordre national du Mérite (France), après son passage à l’École spéciale militaire de Saint-Cyr.

### Carrière politique
Il s'implique dans la politique du pays, ainsi que dans l'Europe. Membre du Parti démocratique (Luxembourg), il est bourgmestre de la capitale luxembourgeoise entre 1946 et 1963, siège durant trois mandats à la Chambre des députés (1937-1940, 1945-1958, 1959-1964). Il est aussi président du Conseil des communes et régions d'Europe entre 1953 et 1959.
Une place à Luxembourg porte son nom, ainsi que l'ancien Centre Hamilius, démoli en 2015 et remplacé par le complexe Royal-Hamilius.

### Famille
Il a un fils, Jean Hamilius, qui participe en tant qu'athlète aux Jeux olympiques de 1952 et s'engage au sein du même parti politique que son père.